# Municipio de Deerfield (condado de Warren, Pensilvania)
El municipio de Deerfield (en inglés: Deerfield Township) es un municipio ubicado en el condado de Warren en el estado estadounidense de Pensilvania. En el año 2000 tenía una población de 333 habitantes y una densidad poblacional de 3 personas por km².

## Geografía
El municipio de Deerfield se encuentra ubicado en las coordenadas 41°43′00″N 79°24′59″O / 41.71667, -79.41639.

## Demografía
Según la Oficina del Censo en 2000 los ingresos medios por hogar en la localidad eran de $30,781 y los ingresos medios por familia eran $45,313. Los hombres tenían unos ingresos medios de $27,212 frente a los $21,042 para las mujeres. La renta per cápita para la localidad era de $22,217. Alrededor del 4,9% de la población estaban por debajo del umbral de pobreza.